# 西安晚報
《西安晚報》，是中國大陸的一份地方報紙，跟《西安日報》和《西安新聞網》同屬西安日報社出版物。《西安日報》創刊於1953年7月1日，而《西安晚報》創刊於1961年2月1日。
當年的新聞稱為宣傳報導；現在的經營是市場主導，面向讀者，實事求事。例如晚報有個長壽專欄《鐘樓下》反映地方社會問題和輿論監督政府，由市民投訴不平事，記者求證事實，要求當局負責在報紙上回應。
《西安晚報》每日出紙對開廿版。現在的西安日報報社每年人民幣廣告收入過億，雷射照排和膠版印刷。西安日報社的固定資產約3.2億，設有新聞大廈、綜合樓、發行部大樓、印務出版中心、二環路配電樓、行政辦公樓還有8幢職工宿舍。